# Semanotus undatus
Semanotus undatus es una especie de escarabajo longicornio del género Semanotus, tribu Callidiini, subfamilia Cerambycinae. Fue descrita científicamente por Linné en 1758.

## Descripción
Mide 7-15 milímetros de longitud.

## Distribución
Se distribuye por Europa.